# Riesberg (Bayerischer Wald, Viechtach)
Der Riesberg ist ein 882 m ü. NN hoher Berg im Bayerischen Wald. Er liegt im niederbayerischen Landkreis Regen, östlich der Stadt Viechtach.

## Geographische Lage
Der Berg befindet sich ca. 5 km östlich der Stadt Viechtach.Charakteristisch ist die steile Süd-Ostflanke hinunter ins Regental. Nördlich vom Riesberg folgt der Weigelsberg. Auf den Gipfel des Riesberges führt kein Wanderweg. Nördlich des Gipfels befindet sich der Riesbauern-Hof. Dort ergibt sich der Blick Richtung Viechtach. Der Berg ist völlig bewaldet. Den Berg erreicht man über die St. 2636, die sich südöstlich des Berges befindet. Der nächstgelegene Ort befindet sich mit Schwibleinsberg, ca. 1 km südlich des Berges.

### BayernAtlas („BA“)
Amtliche Karte mit passendem Ausschnitt und den hier benutzten Layern: Riesberg im Bayerischen Wald

Allgemeiner Einstieg ohne Voreinstellungen und Layer: BayernAtlas der Bayerischen Staatsregierung (Hinweise)
1. ↑  Höhe abgefragt auf dem Hintergrundlayer Amtliche Karte (Rechtsklick).